# IP3-Rezeptor
Der IP3-Rezeptor ist ein ligandenaktivierter Calciumkanal in der Membran des glatten endoplasmatischen Retikulums (ER). Sein spezifischer Ligand ist das Inositoltrisphosphat (abgekürzt IP3).

## Funktion
IP3 hat die Funktion eines sogenannten sekundären Botenstoffes. Es ist eines der Produkte der Phospholipase C, die durch Bindung spezifischer Liganden an G-Protein-gekoppelte Rezeptoren aktiviert wird.

IP3-Rezeptoren sind unspezifische Kationenkanäle, die bei ihrer Öffnung eine schnelle Freisetzung von Calcium-Ionen aus dem ER und damit einen Anstieg der cytoplasmatischen Calcium-Konzentration bewirken.
Der IP3-Rezeptor besitzt eine hohe Leitfähigkeit. Seine Einzelkanal-Leitfähigkeit ist größer als 200 pS.

Der IP3-Rezeptor ist ein Tetramer, das heißt vier homomere Protein-Untereinheiten bilden einen funktionsfähigen Kanal. Jede dieser Untereinheiten verfügt über 6 Transmembrandomänen mit je einer porenbildenden Schleife zwischen den Segmenten 5 und 6.
Vor kurzem wurde herausgefunden, dass neben den ca. 99 % IP3-Rezeptoren in der Membran des ER einige wenige in der Plasmamembran exprimiert werden. In einer B-Zelle von Mäusen sind das zum Beispiel nur 1–2 Exemplare. Trotzdem tragen sie messbar zum physiologisch wichtigen Einstrom von Calcium in die Zelle bei.